# Aleksej Michajlovič Romanov
Aleksej Michajlovič Romanov in russo Алексей Михайлович? (Tbilisi, 28 agosto 1875 – Sanremo, 2 marzo 1895) era il settimo e ultimo figlio del granduca Michail Nikolaevič Romanov (1832-1909) e della principessa Cecilia di Baden (1839-1891). I suoi nonni paterni erano lo zar Nicola I di Russia (1796-1855) e la zarina Aleksandra Fёdorovna, nata Carlotta di Prussia (1798-1860); quelli materni il granduca Leopoldo I di Baden (1790-1852) e la principessa Sofia Guglielmina di Svezia (1801-1865).

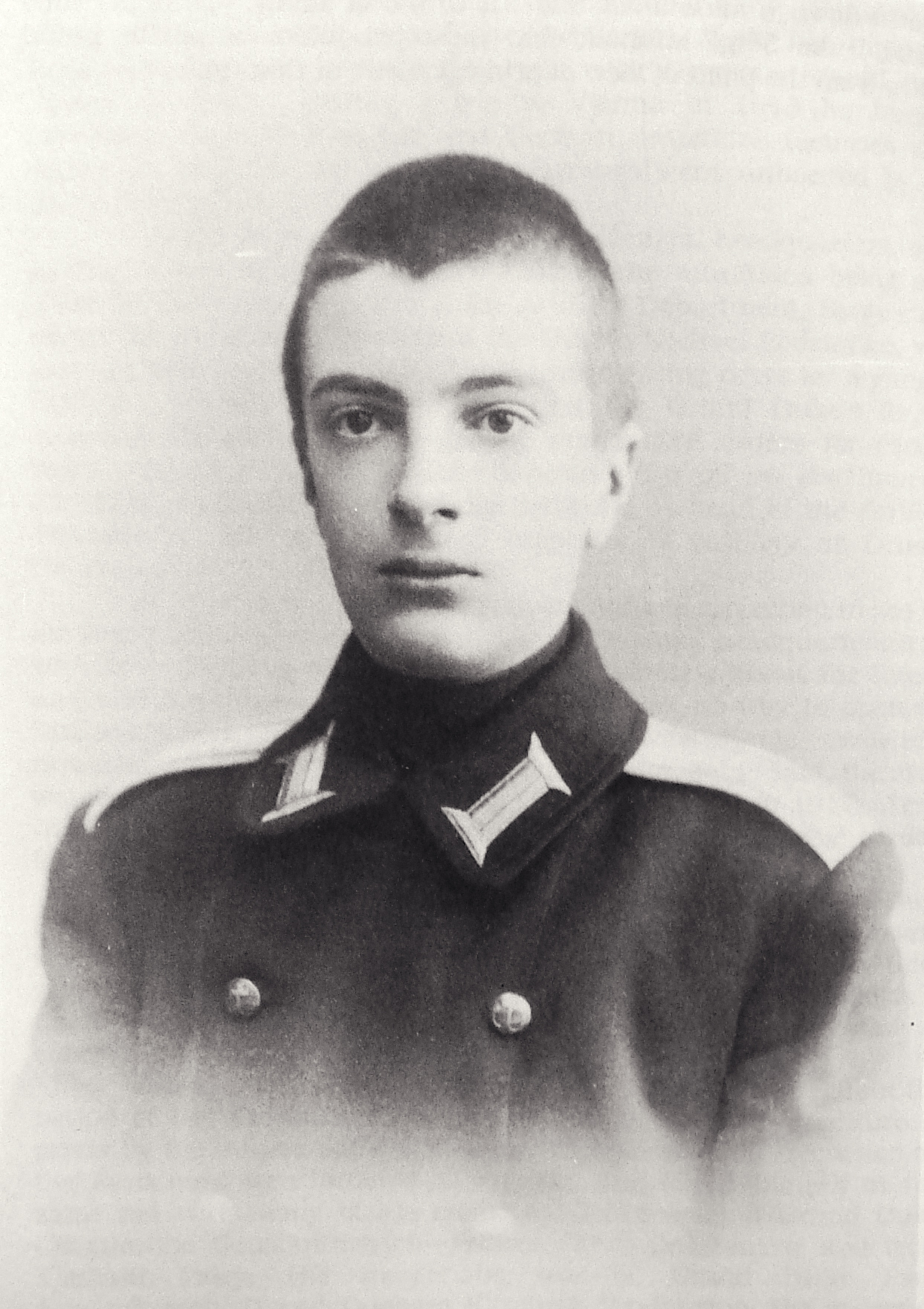
Aleksej Michajlovič Romanov,
granduca di Russia.

Nel 1862 suo padre, il granduca Michail Nikolaevič, era stato nominato viceré del Caucaso e quindi Aleksej Michajlovič nacque nella città di Tbilisi e trascorse quindi la sua infanzia e la sua gioventù in Georgia.
Aleksej aveva sette anni quando suo padre, nel 1882, fu nominato capo del Consiglio Imperiale, e si trasferì con il resto della sua famiglia nella città di San Pietroburgo. All'età di otto anni assistette a una cerimonia nel Palazzo d'Inverno e si mostrò interessato nel vedere tutte le uniformi straniere, specialmente quelle degli inviati orientali: come tutti i membri maschi della famiglia Romanov, egli fu destinato a seguire una carriera militare. Ricevette un'educazione spartana, che comprendeva dormire in divisa e fare bagni freddi, e venne istruito da rigorosi insegnanti privati: il padre, occupato nelle attività militari e governative, era una figura assente e la madre, figura dominante della famiglia, osservava una stretta disciplina familiare. Aleksej crebbe schiacciato dai molti fratelli maggiori e col tempo iniziò una confidenza con i figli minori di Alessandro III di Russia, Michele e Olga, con cui giocava.
Giovane brillante, di cuore liberale e di sincerità assoluta, secondo suo fratello il granduca Sandro, era intelligente e vivace. All'età di diciott'anni era alto, magro e bello. e stava molto bene in uniforme. Dopo aver quasi terminato la sua formazione nella marina imperiale, egli manifestò sintomi che parvero essere di un'infreddatura, ma in realtà erano della tubercolosi: la sua salute non era mai stata eccellente. Suo cugino Kirill Vladimirovič Romanov disse poi che fu il padre di Aleksej ad insistere perché non fosse congedato fino a quando non avesse finito l'addestramento, ma la sua salute peggiorò tanto che venne mandato a Sanremo, in Italia, nella speranza di una guarigione.
Ma egli morì in questa città il 2 marzo del 1895 a diciannove anni: "La prima volta che indossò la sua uniforme da ufficiale di marina, fu nella cassa" scrisse Kirill. Suo fratello Sandro scrisse nelle sue memorie che lo sentiva vicino più di qualunque altro membro della sua famiglia, e che non si rammaricò della sua morte, perché Aleksej soffriva molto dell'atmosfera opprimente del palazzo e, in ogni caso, la morte gli risparmiò un destino ben peggiore.

## Ascendenza
|                                     |                         |                                                          | Genitori                                   |  |  | Nonni |  |  | Bisnonni          |  |  | Trisnonni            |  |
|                                     |                         |                                                          |                                            |  |  |       |  |  | Paolo I di Russia |  |  | Pietro III di Russia |  |
|                                     |                         |                                                          |                                            |  |  |       |  |  | Paolo I di Russia |  |  | Pietro III di Russia |  |
|                                     |                         | Principessa Sofia di Anhalt-Zerbst Caterina II di Russia |                                            |  |  |       |  |  | Paolo I di Russia |  |  |                      |  |
| Nicola I di Russia                  |                         |                                                          |                                            |  |  |       |  |  | Paolo I di Russia |  |  |                      |  |
|                                     |                         | Sofia Dorotea di Württemberg                             | Federico II Eugenio, Duca di Württemberg   |  |  |       |  |  |                   |  |  |                      |  |
|                                     |                         | Sofia Dorotea di Württemberg                             | Federico II Eugenio, Duca di Württemberg   |  |  |       |  |  |                   |  |  |                      |  |
|                                     |                         | Sofia Dorotea di Württemberg                             | Federica Dorotea di Brandeburgo-Schwedt    |  |  |       |  |  |                   |  |  |                      |  |
| Granduca Michail Nikolaevič Romanov |                         | Sofia Dorotea di Württemberg                             |                                            |  |  |       |  |  |                   |  |  |                      |  |
|                                     |                         | Federico Guglielmo III di Prussia                        | Federico Guglielmo II di Prussia           |  |  |       |  |  |                   |  |  |                      |  |
|                                     |                         | Federico Guglielmo III di Prussia                        | Federico Guglielmo II di Prussia           |  |  |       |  |  |                   |  |  |                      |  |
|                                     |                         | Federico Guglielmo III di Prussia                        | Federica Luisa d'Assia-Darmstadt           |  |  |       |  |  |                   |  |  |                      |  |
| Carlotta di Prussia                 |                         | Federico Guglielmo III di Prussia                        |                                            |  |  |       |  |  |                   |  |  |                      |  |
|                                     |                         | Duchessa Luisa di Meclemburgo-Strelitz                   | Carlo II, Granduca di Meclemburgo-Strelitz |  |  |       |  |  |                   |  |  |                      |  |
|                                     |                         | Duchessa Luisa di Meclemburgo-Strelitz                   | Carlo II, Granduca di Meclemburgo-Strelitz |  |  |       |  |  |                   |  |  |                      |  |
|                                     |                         | Duchessa Luisa di Meclemburgo-Strelitz                   | Principessa Federica d'Assia-Darmstadt     |  |  |       |  |  |                   |  |  |                      |  |
| Aleksej Michajlovič Romanov         |                         | Duchessa Luisa di Meclemburgo-Strelitz                   |                                            |  |  |       |  |  |                   |  |  |                      |  |
|                                     | Carlo Federico di Baden | Federico di Baden-Durlach                                |                                            |  |  |       |  |  |                   |  |  |                      |  |
|                                     | Carlo Federico di Baden | Federico di Baden-Durlach                                |                                            |  |  |       |  |  |                   |  |  |                      |  |
|                                     | Carlo Federico di Baden | Amalia di Nassau-Dietz                                   |                                            |  |  |       |  |  |                   |  |  |                      |  |
| Leopoldo di Baden                   | Carlo Federico di Baden |                                                          |                                            |  |  |       |  |  |                   |  |  |                      |  |
|                                     |                         | Luisa Carolina Geyer di Geyersberg                       | Luigi Enrico Filippo Geyer di Geyersberg   |  |  |       |  |  |                   |  |  |                      |  |
|                                     |                         | Luisa Carolina Geyer di Geyersberg                       | Luigi Enrico Filippo Geyer di Geyersberg   |  |  |       |  |  |                   |  |  |                      |  |
|                                     |                         | Luisa Carolina Geyer di Geyersberg                       | Massimiliana Cristiana di Sponeck          |  |  |       |  |  |                   |  |  |                      |  |
| Cecilia di Baden                    |                         | Luisa Carolina Geyer di Geyersberg                       |                                            |  |  |       |  |  |                   |  |  |                      |  |
|                                     |                         | Gustavo IV Adolfo di Svezia                              | Gustavo III di Svezia                      |  |  |       |  |  |                   |  |  |                      |  |
|                                     |                         | Gustavo IV Adolfo di Svezia                              | Gustavo III di Svezia                      |  |  |       |  |  |                   |  |  |                      |  |
|                                     |                         | Gustavo IV Adolfo di Svezia                              | Sofia Maddalena di Danimarca               |  |  |       |  |  |                   |  |  |                      |  |
| Sofia Guglielmina di Svezia         |                         | Gustavo IV Adolfo di Svezia                              |                                            |  |  |       |  |  |                   |  |  |                      |  |
|                                     |                         | Federica di Baden                                        | Carlo Luigi di Baden                       |  |  |       |  |  |                   |  |  |                      |  |
|                                     |                         | Federica di Baden                                        | Carlo Luigi di Baden                       |  |  |       |  |  |                   |  |  |                      |  |
|                                     |                         | Federica di Baden                                        | Amalia d'Assia-Darmstadt                   |  |  |       |  |  |                   |  |  |                      |  |
|                                     |                         | Federica di Baden                                        |                                            |  |  |       |  |  |                   |  |  |                      |  |